# Connor Walsh
Connor Walsh (nacido en 1986)  es un bailarín de ballet estadounidense que actualmente es bailarín principal en el Houston Ballet.
Nació en Fairfax, Virginia y creció en Maryland, Walsh inició su entrenamiento dancísitico a los siete años de edad con su madre, Constance Walsh. Continuó con su entrenamiento por un año en la Academia de Ballet Kirov en Washington D. C.  y otro año en el Conservatorio Harid en Boca Raton, Florida. En 2001, inició su trabajo en La academia de Ben Stevenson del Ballet de Houston.
Walsh se integró al Ballet de Houston como un miembro del cuerpo de danza en 2004, año en el que ganó la presea dorada por parte del National Foundation for Advancement in the Arts. Fue promovido a solista en marzo de 2006 y a principal en septiembre de 2007.
Su repertorio incluye a Albrecht en Giselle, El príncipe del Lago de los cisnes, La bella durmiente, y El cascanueces, Basilio en Don Qujote, y Colas en La fille mal gardée de Sir Frederick Ashton. Los roles principales creados para Walsh incluyen el ballet Marie de Stanton Welch (febrero de 2009). La nueva puesta en escena de La Bayadère (febrero de 2010) también de Welsh, y ONE/end/ONE (mayo de 2011) por Jorma Elo.